# Mercenary (Album)
Mercenary ist das sechste Studioalbum der englischen Death-Metal-Band Bolt Thrower. Es erschien am 3. September 1998 über Metal Blade Records und brachte der Band ihre erste Chartplatzierung.

## Entstehung und Hintergrund
Im Jahre 1997 verließ der Sänger Martin van Drunen die Band, nachdem er krankheitsbedingt alle seine Haare verlor und nicht mit Glatze auf die Bühne wollte. Da Bolt Thrower keinen geeigneten Nachfolger fanden und van Drunen sich weiterhin weigerte kontaktierte die Band van Drunens Vorgänger Karl Willetts, der zu dieser Zeit in Birmingham Kulturwissenschaft studierte. Schließlich sagte Willetts zu, bei diesem Album auszuhelfen.
Gleichzeitig zogen sich die Verhandlungen mit Earache Records über die Auflösung des Vertrages in die Länge. Laut dem Gitarristen Barry Thompson hatte Earache einige „fiese Klauseln“ in den Vertrag gesetzt, so dass die Musiker die Zeit aussitzen mussten. Auch die Verhandlungen mit ihrer neuen Plattenfirma Metal Blade Records zogen sich in die Länge. Die Musiker nutzten die Zeit, um ausgiebig zu proben. Die Aufnahmen fanden schließlich in den Chapel Studios in South Thornsby statt. Produziert wurde Mercenary von Ewan Davies und der Band.
Im Vorfeld der Aufnahmen befasste sich der Gitarrist Gavin Ward mit dem Söldnertum und traf sich mit einigen Söldnern. Die Texte befassen sich mit neuzeitlicher Kriegsführung und den akustischen Eindrücken des Krieges. Nachdem die Band vier Entwürfe für das Albumcover abgelehnt hatte, wurde schließlich ein Bild vom Militärmaler Peter Archer verwendet. Weitere Verzögerungen gab es wegen des Masterings. Drei Versionen von US-amerikanischen Produzenten wurden verworfen, bis Barry Thompson die Sache selbst in die Hand nahm.

## Titelliste
| 1. Zeroed – 5:46 2. Laid to Waste – 4:40 3. Return from Chaos – 5:04 4. Mercenary – 5:54 5. To the Last... – 5:24 | 1. Powder Burns – 4:46 2. Behind Enemy Lines – 5:18 3. No Guts, No Glory – 4:07 4. Sixth Chapter – 5:40 |

Die Digipak-Version und die japanische Version des Albums enthalten zusätzlich das Lied Infiltrator. Bei der Digipak-Version folgen nach Sixth Chapter 15 zehnsekündige Titel, bei denen man nichts hört.

## Rezeption
Frank Albrecht vom deutschen Magazin Rock Hard vergab die Höchstwertung, weil „die Death-Metal-Szene genau diesen Impuls gebraucht“ habe und weil die Band „diesen Sound meisterhaft zelebriert, ohne sich von ihm wegzubewegen“. Die Redaktion des Rock Hard wählte Mercenary zum „Album des Monats“. Christian Rosenau vom Onlinemagazin Bloodchamber beschrieb das Album als eine „ausgewogene Mischung aus naturgegebener Härte und halbschnellen Headbangerpassagen, die von einer kräftigen Stimme und häufigen Solospielereien unterstützt werden“ und gab acht von zehn Punkten. Für Jason Anderson von Allmusic hingegen fehlt dem Album „das Material, um sich als signifikanten Bolt-Thrower-Album zu qualifizieren“.
Mercenary erreichte Platz 87 in den deutschen Albumcharts.